# Молочний гриб

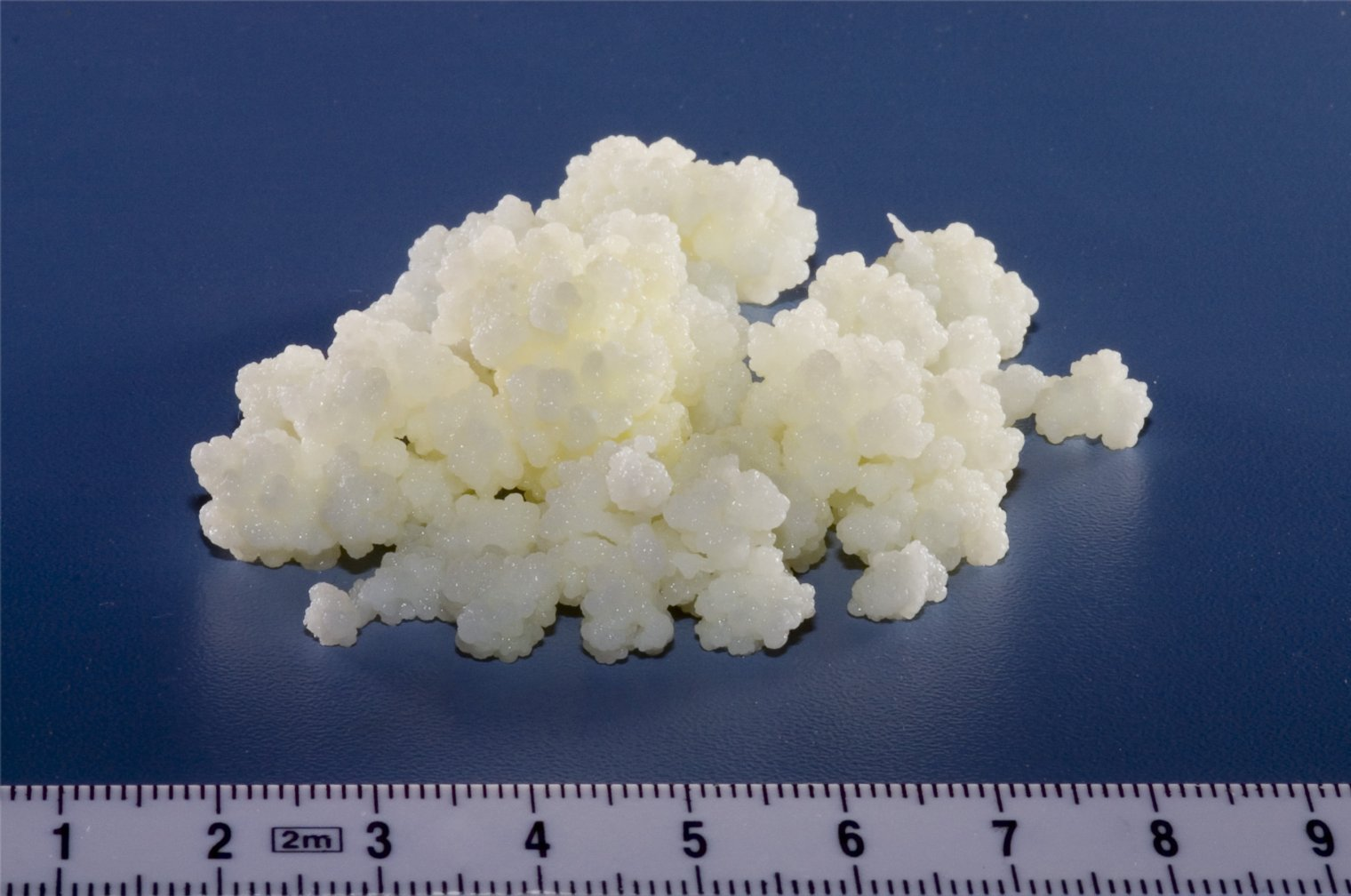
Молочний гриб

Молочний гриб (інші назви — тибетський гриб, а також кефірний гриб), являє собою колонію різноманітних одноклітинних організмів, що живуть у симбіозі.

## Загальні відомості
Молочний гриб виглядає як скупчення кульок білого кольору діаметром 5- 6 мм; наприкінці періоду розвитку його діаметр сягає 50-60 мм. Це один з різновидів адаптованої до вирощування у домашніх умовах зооглеї. До складу такої зооглеї входять бактерії родів Lactobacillus, Streptococcus, Pediococcus та Leuconostoc, а також гриби родів Saccharomyces (дріжджі), Candida, Kloeckera.

## Склад і вирощування
Кефірний гриб має у своєму складі кілька різних мікроорганізмів, у тому числі оцтовокислі бактерії, молочнокислі бактерії (лактобактерії) та молочні дріжджі. 
Кефірні зерна, що ініціюють ферментацію, спочатку створюються автоагрегаціями Lactobacillus kefiranofaciens і Kazachstania turicensis, які виробляють біоплівку та викликають зчеплення поверхонь, утворюючи тривимірну мікроколонію. Така біоплівка — це матриця гетерополісахаридів, званих кефіраном, яка складається з рівних пропорцій глюкози та галактози. Ця біоплівка нагадує дрібні зерна цвітної капусти, колір яких варіюється від білого до кремово-жовтого. У цих зернах можна знайти складну та дуже різноманітну симбіотичну спільноту, яка може включати оцтовокислі бактерії (такі як A. aceti та A. rasens), дріжджі (такі як Candida kefyr та S. cerevisiae) та ряд видів Lactobacillus, такі як L. parakefiri, L. kefiranofaciens (і subsp. kefirgranum ), L. kefiri  тощо  Хоча деякі мікроби переважають, види Lactobacillus завжди присутні. Мікробна флора може відрізнятися між партіями кефіру через такі фактори, як кефірні зерна, що підіймаються на поверхню молока під час ферментації, або утворення сирної маси навколо зерен, а також різну температуру. Крім того, склад українського кефіру відрізняється від тибетського кефіру, ірландського кефіру, тайванського кефіру та турецького напою бродіння на кефірі. В останні роки поширилося використання ліофілізованих заквасок через те, що вони забезпечують стабільні результати ферментації, оскільки види мікробів відбираються в лабораторних умовах, а також ці закваски легше транспортувати.
Під час ферментації відбувається зміна складу інгредієнтів. Лактоза, цукор, присутній у молоці, розщеплюється переважно до молочної кислоти (25%) молочнокислими бактеріями, що призводить до підкислення. Пропіонові бактерії далі розщеплюють частину молочної кислоти до пропіонової кислоти (ці бактерії також здійснюють подібну ферментацію в швейцарському сирі). Інші речовини, які сприяють смаку кефіру, це піровиноградна кислота, оцтова кислота, діацетил і ацетоїн (обидва вони надають «маслянистий» смак), лимонна кислота, ацетальдегід і амінокислоти, ⁣ що утворюються в результаті розпаду білка. 
Отриманий з гриба кефір крім мікроорганізмів має у своєму складі продукти молочнокислого (молочна кислота) та спиртового (спирт) бродіння. Крім того, до складу кефіру входять вітаміни (А, каротиноїди, D, групи В — В1, В2, РР, В6, В12, фолієва кислота), мінерали та мікроелементи (кальцій, залізо, йод, цинк), ферменти[джерело?]. Легко засвоюються організмом і інші речовини, які входять до складу гриба — білки, полісахариди.

### Знижений вміст лактози
Під час процесу ферментації бактерії та дріжджі розщеплюють лактозу на глюкозу та галактозу. У результаті ферментації рівень лактози знижується на 20–30% порівняно з початковим вмістом лактози в молоці. Одне дослідження показало, що коли люди з непереносністю лактози споживали таку саму кількість лактози в молоці, кефірі або йогурті, у двох останніх симптоми непереносності лактози значно зменшувалися протягом перших 8 годин після вживання. Цей результат свідчить про те, що йогурт і кефір можуть бути придатними для людей з непереносністю лактози. Однак довгостроковий вплив споживання кефіру на непереносність лактози не вивчався. Було також показано, що кисломолочні продукти мають більш повільний час перетравлення, ніж молоко, що може додатково покращити перетравлення лактози.

## Виробництво кефіру

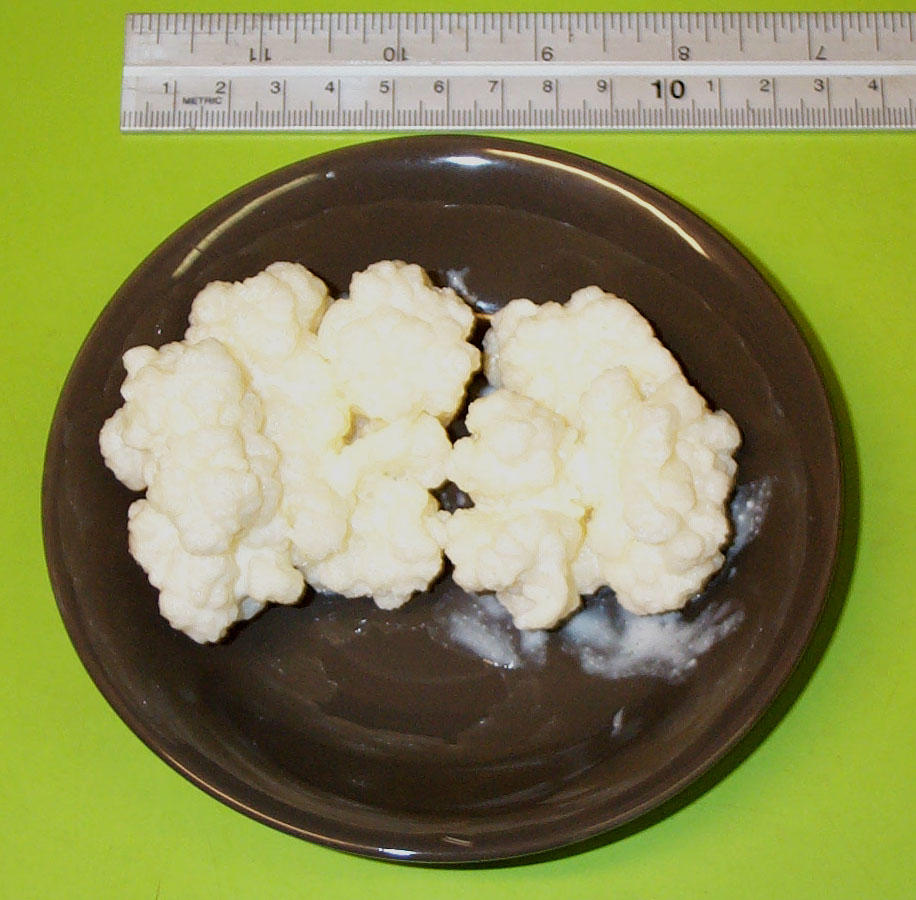
90 грамів кефірних зерен

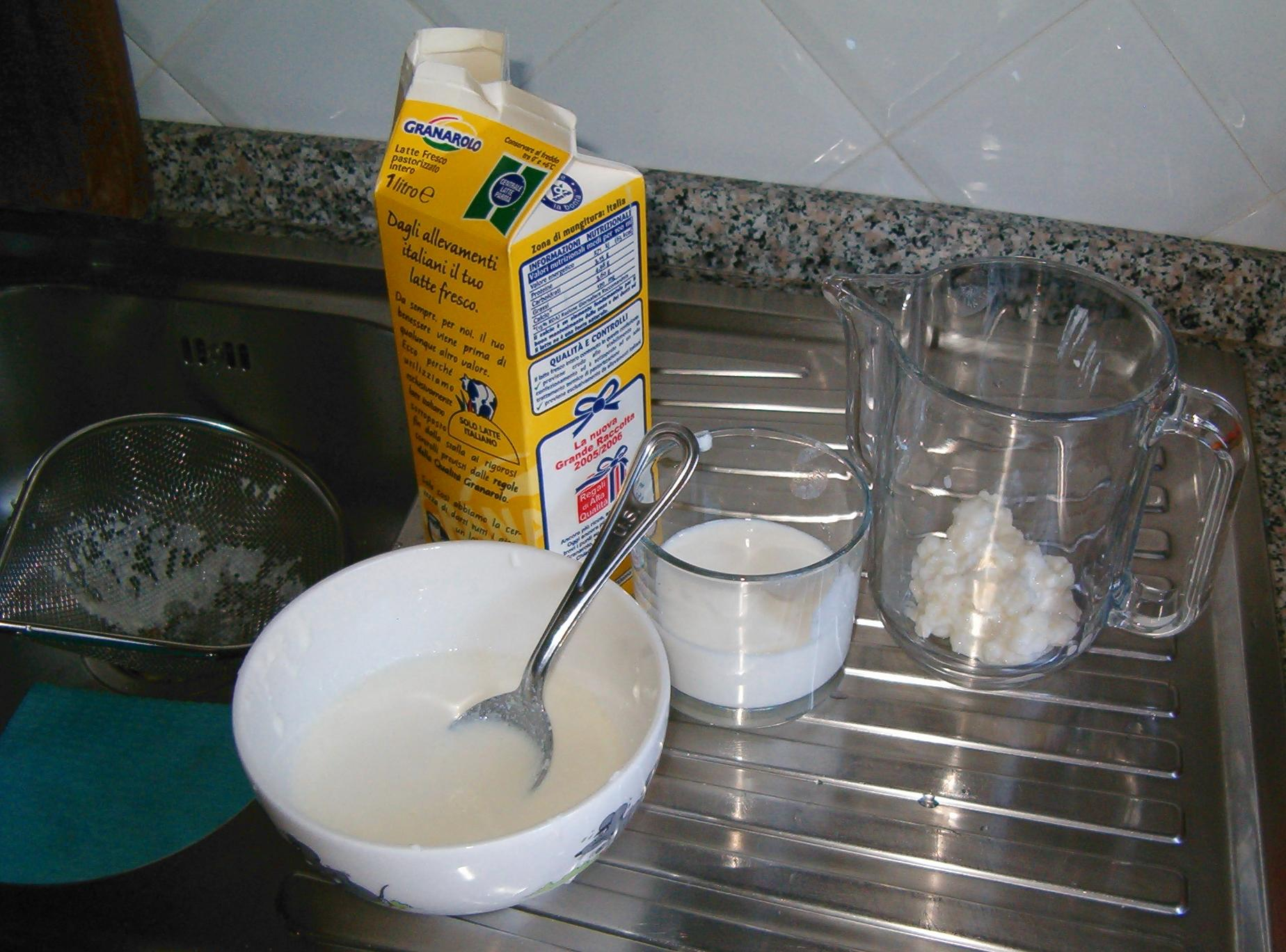
Виробництво кефіру

Сучасний кефір виготовляється шляхом додавання кефірних зерен до молока, як правило, у співвідношенні 2–5% зерен до молока. Потім суміш поміщають у стійкий до корозії контейнер, наприклад у скляну банку, і зберігають бажано в темряві, щоб запобігти розпаду світлочутливих вітамінів. Через 12-24 годин ферментації при помірній температурі, ідеально 20–25 °C,  зерна відціджують від молока за допомогою приладдя, стійкого до корозії (з нержавіючої сталі або пластику), і зберігають для отримання наступної партії. Під час процесу ферментації зерна збільшуються і з часом розщеплюються, утворюючи нові одиниці.
Отриману ферментовану рідину можна пити, використовувати в рецептах або зберігати в герметичному контейнері на додатковий час для вторинної ферментації. Через кислотність напій не слід зберігати в реактивних металевих контейнерах, таких як алюміній, мідь або цинк, оскільки ці метали можуть з часом потрапити в кефір. Термін придатності без охолодження до тридцяти днів.
Український спосіб дозволяє виробляти кефір в більших масштабах і використовує два кроки ферментації. Першим кроком є підготовка культур шляхом інокуляції молока 2–3% зерен, як описано вище. Потім зерна видаляють фільтруванням і 1–3% отриманої рідкої маточної культури додають у молоко та ферментують протягом 12–18 годин. 
Кефір можна приготувати з використанням ліофілізованих культур, які зазвичай доступні у формі порошку в магазинах здорової їжі. Частина отриманого кефіру може бути збережена для використання кілька разів для подальшої ферментації, але вона не утворює зерен.
На Тайвані дослідники змогли виготовити кефір у лабораторії за допомогою мікроорганізмів, виділених із кефірних зерен. Вони повідомляють, що отриманий кефірний напій мав хімічні властивості, схожі на домашній кефір. 

## Види молока
Зерна кефіру сквашують молоко більшості ссавців і продовжуватимуть рости в такому молоці. Зазвичай використовується коров’яче, козяче та овече молоко, кожне з яких має різні органолептичні (смак, аромат і консистенція) та поживні якості. Традиційно використовували сире молоко.
Молочний цукор не важливий для синтезу полісахариду, з якого складаються зерна (кефірану), і гідролізат рису є підхожим альтернативним середовищем для розмноження зерен. Крім того, кефірні зерна розмножуються під час ферментації соєвого молока, хоча вони при цьому і змінюють зовнішній вигляд і розмір через те, що їм доступні інші білки.
Також існує різновид кефірних зерен, які розвиваються у солодкій воді, див. водний кефір (або морський рис), і можуть помітно відрізнятися від молочних як за зовнішнім виглядом, так і за мікробним складом.